# George Brunis
George Brunis (Nueva Orleans, 6 de febrero de 1902 - Chicago, 19 de noviembre de 1974) fue un trombonista estadounidense de jazz tradicional.
Casi niño, tocó con Nick La Rocca y Papa Jack Laine y, después, ya adolescente, con Leon Roppolo, todo ello en su ciudad natal, antes de trasladarse a Chicago, en 1920. Allí, actuará con diversas bandas antes de formar parte de los New Orleans Rhythm Kings. Trabaja, en 1924, con Ted Lewis, en el circuito de baile, y permanece con él casi diez años. Instalado después en Nueva York, toca con Eddie Condon, Sharkey Bonano, Louis Prima, Bobby Hackett y otros músicos.
En 1938 se une a Muggsy Spanier, con quien permanece dos años y, tras tocar con varios grupos, vuelve con Ted Lewis. Alternará sus giras con Spanier, Condon y Art Hodes, a lo largo de los años 1940 y 50, junto a grabaciones con Sidney Bechet, entre otros. Una enfermedad grave, lo va apartando de la música en directo, hasta abandonar la escena a finales de los años 1960.